# 61-й меридіан східної довготи
61-й меридіан східної довготи — лінія довготи, що лежить на 61 градус східніше Гринвіцького меридіана. Вона проходить від Північного полюса через Північний Льодовитий океан, Євразію, Індійський океан, Південний океан та Антарктиду до Південного полюса.
61-й меридіан східної довготи формує велике коло разом із 119-тим меридіаном західної довготи.

## Список географічних об'єктів, що перетинає 61° сх. д.
Починаючи на Північному полюсі та рухаючись до Південного полюса, 61-й меридіан східної довготи проходить через:
| Координати                                                 | Країна, територія або море | Примітки                                                                  |
| ---------------------------------------------------------- | -------------------------- | ------------------------------------------------------------------------- |
| 90°0′ пн. ш. 61°0′ сх. д. / 90.000° пн. ш. 61.000° сх. д.  | Північний Льодовитий океан |                                                                           |
| 81°6′ пн. ш. 61°0′ сх. д. / 81.100° пн. ш. 61.000° сх. д.  | Росія                      | Земля Франца-Йосифа — проходить через острови Ла-Ронсьєр та Вільчека      |
| 80°22′ пн. ш. 61°0′ сх. д. / 80.367° пн. ш. 61.000° сх. д. | Баренцове море             |                                                                           |
| 76°14′ пн. ш. 61°0′ сх. д. / 76.233° пн. ш. 61.000° сх. д. | Росія                      | Нова Земля — проходить через Північний острів                             |
| 75°10′ пн. ш. 61°0′ сх. д. / 75.167° пн. ш. 61.000° сх. д. | Карське море               |                                                                           |
| 69°50′ пн. ш. 61°0′ сх. д. / 69.833° пн. ш. 61.000° сх. д. | Росія                      |                                                                           |
| 53°55′ пн. ш. 61°0′ сх. д. / 53.917° пн. ш. 61.000° сх. д. | Казахстан                  | Приблизно на 4 км                                                         |
| 53°53′ пн. ш. 61°0′ сх. д. / 53.883° пн. ш. 61.000° сх. д. | Росія                      |                                                                           |
| 53°40′ пн. ш. 61°0′ сх. д. / 53.667° пн. ш. 61.000° сх. д. | Казахстан                  | Приблизно на 6 км                                                         |
| 53°37′ пн. ш. 61°0′ сх. д. / 53.617° пн. ш. 61.000° сх. д. | Росія                      |                                                                           |
| 52°51′ пн. ш. 61°0′ сх. д. / 52.850° пн. ш. 61.000° сх. д. | Казахстан                  |                                                                           |
| 52°26′ пн. ш. 61°0′ сх. д. / 52.433° пн. ш. 61.000° сх. д. | Росія                      | Приблизно на 14 км                                                        |
| 52°18′ пн. ш. 61°0′ сх. д. / 52.300° пн. ш. 61.000° сх. д. | Казахстан                  |                                                                           |
| 51°28′ пн. ш. 61°0′ сх. д. / 51.467° пн. ш. 61.000° сх. д. | Росія                      |                                                                           |
| 50°41′ пн. ш. 61°0′ сх. д. / 50.683° пн. ш. 61.000° сх. д. | Казахстан                  |                                                                           |
| 44°25′ пн. ш. 61°0′ сх. д. / 44.417° пн. ш. 61.000° сх. д. | Узбекистан                 |                                                                           |
| 41°14′ пн. ш. 61°0′ сх. д. / 41.233° пн. ш. 61.000° сх. д. | Туркменістан               |                                                                           |
| 36°39′ пн. ш. 61°0′ сх. д. / 36.650° пн. ш. 61.000° сх. д. | Іран                       |                                                                           |
| 34°42′ пн. ш. 61°0′ сх. д. / 34.700° пн. ш. 61.000° сх. д. | Афганістан                 |                                                                           |
| 31°28′ пн. ш. 61°0′ сх. д. / 31.467° пн. ш. 61.000° сх. д. | Іран                       |                                                                           |
| 29°59′ пн. ш. 61°0′ сх. д. / 29.983° пн. ш. 61.000° сх. д. | Афганістан                 | Приблизно на 19 км                                                        |
| 29°49′ пн. ш. 61°0′ сх. д. / 29.817° пн. ш. 61.000° сх. д. | Пакистан                   | Белуджистан — приблизно на 12 км                                          |
| 29°43′ пн. ш. 61°0′ сх. д. / 29.717° пн. ш. 61.000° сх. д. | Іран                       |                                                                           |
| 25°13′ пн. ш. 61°0′ сх. д. / 25.217° пн. ш. 61.000° сх. д. | Індійський океан           |                                                                           |
| 60°0′ пд. ш. 61°0′ сх. д. / 60.000° пд. ш. 61.000° сх. д.  | Південний океан            |                                                                           |
| 67°27′ пд. ш. 61°0′ сх. д. / 67.450° пд. ш. 61.000° сх. д. | Антарктида                 | Проходить через Австралійську антарктичну територію (претендує Австралія) |